# Nordlig pälssäl
Den nordliga pälssälen tillhör familjen öronsälar och är enda arten i sitt släkte Callorhinus. Den lever i norra delen av Stilla havet.

## Utseende
Hannen skiljer sig betydligt från honan i storlek, vikt och färg. Honan är cirka 150 centimeter lång och har vanligen en vikt mellan 40 och 60 kilogram. Hannen blir ungefär 210 centimeter lång och väger mellan 180 och 270 kg. Hannens päls på ovansidan är mörkgrå till mörkbrun med några inblandade ljusbruna eller silverfärgade hår och undersidan är täckt av rödbrun päls. Kring halsen och axlarna förekommer en man som är lite tjockare än andra delar av pälsen. Honor och unga hannar har en ljusare gråbrun päls på ovansidan, likaså rödbrun päls på undersidan och ett ljust område på bröstet. Hannar kan skiljas från honor efter 4 till 5 år. Främre delen av bröstfenornas ovansida är naken och pälsen börjar efter en skarp gräns. Stjärtfenornas påfallande storlek beror på utskott av brosk som förekommer vid varje tå. Hos äldre exemplar är de ganska stora öronen ibland nakna. Artens långa morrhår som kan nå fram till öronen byter färg från svart till vit under individens liv. Hos nyfödda ungar är pälsen svart med några ljusa fläckar och de får ungdjurens päls efter tre till fyra månader. Denna säl har i överkäken per sida 3 framtänder, en hörntand och 6 kindtänder. I underkäken förekommer 2 framtänder, en hörntand och 5 kindtänder, alltså tillsammans 36 tänder.
Huvudet har en trekantig form.
Under pälsens översta lager sitter fin ull som är krämfärgad. Pälssälens bakre fenor är jämförelsevis långa, och dess främre fenor är nakna på ovansidan förutom en liten del närmast bålen. Vid bakfötterna är andra, tredje och fjärde tån utrustade med små klor.

## Utbredning
Parningstiden sker på öar i Berings sund och norra Stilla havet. En viss tid fanns det bara kolonier på Pribiloföarna och på Kommendörsöarna. På senare tid har populationen återhämtat sig och nu parar sig denna art också på andra öar. De kan stanna länge i havet innan de behöver gå på land igen. På vintern lever nordliga pälssälar längs Nordamerikas, Kamtjatkas och Japans kustlinjer. Utanför parningstiden simmar dessa djur till andra områden. De kan under vandringar nå Taiwan i söder och Beauforthavet i norr.

## Levnadssätt
Denna art är huvudsakligen aktiv på natten eller tidigt på morgonen. När individerna dyker når de vanligen ett djup av 68 meter och rekordet ligger vid 207 meter under havsytan. Deras föda består av små fiskar och bläckfiskar.
Nordliga pälssälar är själv byte för hajar (främst vithaj), späckhuggare och Stellers sjölejon. Ibland dödas mindre individer på land av rävar.

## Fortplantning

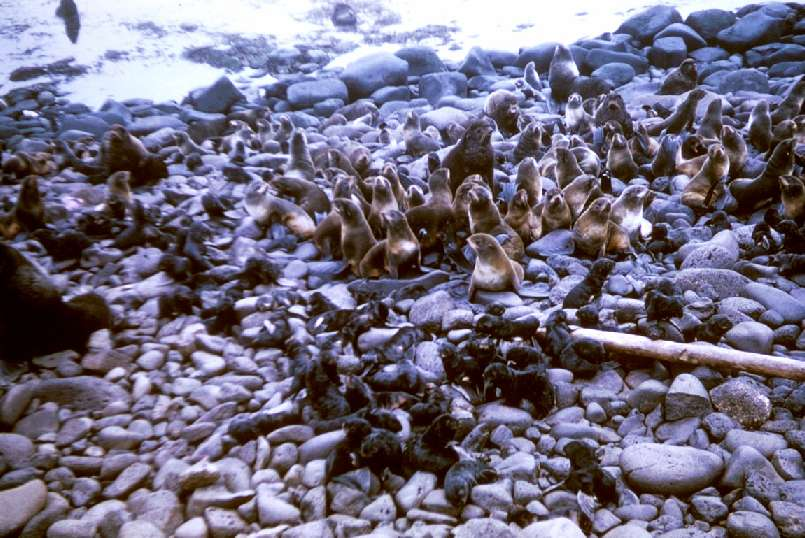
Koloni av nordlig pälssäl

Könsmognaden hos hannar infaller vid 4 till 6 års ålder och hos honorna vid 3 till 4 års ålder.
Parningstiden är i juni och juli. Dräktighetstiden varar i 1 år. Honan föder bara 1 unge i taget.
Parningstiden börjar i juni och hannarna tävlar om de bästa platserna vid kusten. Ungdjur eller svaga hannar får oftast nöja sig med platser längre upp på landet eller vid kolonins rand. Honorna kommer två veckor senare. Hannarna kan inte påverka deras val och ibland byter honor sin partner under parningstiden. Vanligtvis har en hanne 40 honor men antalet varierar mellan en och hundra.
Honorna är oftast dräktiga när de kommer upp på land och efter två dagar föder de sina ungar. Bara några dagar senare parar de sig på nytt. Dräktigheten tar nästan ett år men under denna tid vilar blastocysten fyra månader. Ungdjuret är vid födelsen cirka 65 centimeter långt och kan i teorin simma på en gång. Vanligtvis stannar ungdjuret en månad på land. Över tre månader får det svarta ungdjuret dia från modern. Efter ungefär fem år är de könsmogna men under de första tio åren har unga hannar svårt att få tag i honor. Nordliga pälssälar av honkön blir troligtvis mellan 20 och 25 år gamla. Hannar lever upp till 12 år eller lite längre.

## Nordlig pälssäl och människan
Denna arts päls var länge eftertraktad av jägare. Vid slutet av 1700-talet upptäckte man stora kolonier på Aleuterna. Varje sommar blev tusentals pälssälar dödade med klubba men så länge Ryssland var ansvarigt för deras levnadsområde fanns också inskränkningar för jägare och populationen var inte hotad. När USA 1869 köpte Alaska från Ryssland fanns inga inskränkningar kvar och kort därefter fanns bara 150 000 pälssälar på Pribilof Island.
Som tur var för sälarna inriktades 1911 skyddsåtgärder för denna art i ett avtal mellan USA, Ryssland, Japan och Kanada med namnet North Pacific Fur Seal Convention. Fram till 1917 var det förbjudet att döda nordliga pälssälar och därefter fick jägare bara jaga 40 000 djur per år (främst unga hannar som inte deltog i parningen). Fram till 1940 ökade beståndet till 2 miljoner individer.
Sedan 1940 minskar beståndet igen. Trolig orsak är bristen på föda. I sälarnas levnadsområde finns idag många fartyg som bedriver fiske.